# Nils Petersen
Nils Petersen (Wernigerode, 6 dicembre 1988) è un ex calciatore tedesco, di ruolo attaccante.

## Caratteristiche tecniche
È un attaccante molto forte fisicamente, ma allo stesso tempo dotato di velocità di gambe ed opportunismo.

## Carriera

### Club

#### Bayern Monaco
Il 19 maggio 2011 passa a titolo definitivo dall'Energie Cottbus al Bayern Monaco per 2,8 milioni di euro. Durante l'estate viene subito schierato nelle prime amichevoli estive. Il 6 luglio subentra a Mario Gómez nel secondo tempo di Bayern-Selezione Trentino e con una tripletta contribuisce a portare il risultato su un amplissimo 15-0 per i bavaresi. Il 9 luglio subentra ancora una volta a Gomez nel secondo tempo di Bayern-Qatar e segna la rete del temporaneo 3-0. Il 14 luglio subentrato ancora una volta a Gomez nel secondo tempo segna il gol del definitivo 0-2 contro il Carl Zeiss Jena, squadra di terza divisione tedesca, nella terza amichevole estiva del Bayern.
Il 23 agosto 2011 fa il suo esordio assoluto in UEFA Champions League nella partita di ritorno dei play-off a Zurigo, il 10 settembre segna il suo primo gol in campionato nel successo per 7-0 contro il Friburgo, mentre otto giorni dopo si ripete nella vittoria per 2-0 casa dello Schalke 04, in cui era alla prima apparizione da titolare coi bavaresi. Il 26 ottobre segna una doppietta ai danni dell'Ingolstadt nella partita vinta per 6-0 al secondo turno di Coppa di Germania. Alla fine, la stagione bavarese di Petersen conta in totale di 15 presenze e 4 reti.

#### Werder Brema
Il 29 giugno 2012 viene ufficializzato il suo passaggio in prestito oneroso per 500.000 euro al Werder Brema: esordisce in maglia verde negli ultimi 25 minuti della prima giornata di campionato, persa per 2-1 contro il Borussia Dortmund, mentre una settimana dopo è protagonista nel match vinto per 2-0 contro l'Amburgo con un gol ed un assist per Aaron Hunt. Nel corso della positiva stagione al club di Brema, Petersen disputa 34 partite nel ruolo di punta centrale ed una sola da ala destra (la roboante sconfitta casalinga per 0-5 contro il Borussia Dortmund), impreziosite da 11 reti (di cui 2 doppiette, all'Hannover 96 e al Friburgo) e 6 assist.
Il 23 maggio 2013 il Werder Brema ha ufficializzato, tramite comunicato stampa, l'acquisto a titolo definitivo del giocatore, che verrà quindi riscattato dal Bayern Monaco e firmerà poi un quadriennale fino al 2017. Il trasferimento diventa effettivo il 1º luglio, come di consueto all'apertura ufficiale del calciomercato estivo.

#### Friburgo
Nel gennaio 2015 viene ceduto in prestito semestrale al Friburgo. Il 31 gennaio, nel suo debutto contro l'Eintracht Francoforte, segna una tripletta. Conclude il prestito con 9 reti in 12 partite. Viene così riscattato dai Grifoni per un importo non ufficializzato. Il 27 luglio 2015, prima partita 2. Fußball-Bundesliga, segna una tripletta contro il Norimberga. Il 9 agosto, in Coppa di Germania, sigla una quaterna contro il Barmbek.

### Nazionale

#### Giovanili
Nel 2007 viene convocato dall'Under-19 con la quale segna un goal contro la Russia nel campionato europeo. Il 6 agosto 2009 debutta con l'Under-21. Partecipa come fuori quota alle Olimpiadi di Rio de Janeiro 2016, dove ottiene l'argento con la nazionale olimpica tedesca, vincendo la classifica marcatori del torneo insieme al connazionale Serge Gnabry. Nelle sequenza dei tiri di rigore della finale il suo errore (unico della serie), è decisivo per la vittoria della nazionale olimpica brasiliana.
Dei suoi 6 col realizzati, tra l'altro miglior marcatore tedesco a un Olimpiade insieme a Gnabry e Bernd Nickel, ha realizzato una cinquina storica contro le Figi, parita terminata 10-0 per la sua nazionale.

#### Maggiore
Entra per la prima volta tra i convocati della Nazionale maggiore in vista dei Mondiali 2018, figurando tra i preconvocati. Debutta con la Nazionale in amichevole nella sconfitta per 2-1 contro l'Austria, senza figurare nei 23 definitivi.

## Statistiche

### Presenze e reti nei club
Statistiche aggiornate al 5 giugno 2020.
| Stagione               | Squadra                | Campionato             | Campionato | Campionato | Coppe nazionali | Coppe nazionali | Coppe nazionali | Coppe continentali | Coppe continentali | Coppe continentali | Altre coppe | Altre coppe | Altre coppe | Totale | Totale |
| Stagione               | Squadra                | Comp                   | Pres       | Reti       | Comp            | Pres            | Reti            | Comp               | Pres               | Reti               | Comp        | Pres        | Reti        | Pres   | Reti   |
| ---------------------- | ---------------------- | ---------------------- | ---------- | ---------- | --------------- | --------------- | --------------- | ------------------ | ------------------ | ------------------ | ----------- | ----------- | ----------- | ------ | ------ |
| 2006-2007              | Carl Zeiss Jena        | 2L                     | 3          | 0          | CG              | 0               | 0               | -                  | -                  | -                  | -           | -           | -           | 3      | 0      |
| 2007-2008              | Carl Zeiss Jena        | 2L                     | 20         | 4          | CG              | 4               | 1               | -                  | -                  | -                  | -           | -           | -           | 24     | 5      |
| 2008-gen. 2009         | Carl Zeiss Jena        | 3L                     | 18         | 0          | CG              | 2               | 1               | -                  | -                  | -                  | -           | -           | -           | 20     | 1      |
| Totale Carl Zeiss Jena | Totale Carl Zeiss Jena | Totale Carl Zeiss Jena | 41         | 4          |                 | 6               | 2               |                    | -                  | -                  |             | -           | -           | 47     | 6      |
| gen.-giu. 2009         | Energie Cottbus        | BL                     | 1          | 0          | CG              | 0               | 0               | -                  | -                  | -                  | -           | -           | -           | 1      | 0      |
| 2009-2010              | Energie Cottbus        | 2L                     | 34         | 15         | CG              | 2               | 0               | -                  | -                  | -                  | -           | -           | -           | 36     | 15     |
| 2010-2011              | Energie Cottbus        | 2L                     | 33         | 25         | CG              | 5               | 3               | -                  | -                  | -                  | -           | -           | -           | 38     | 28     |
| Totale Energie Cottbus | Totale Energie Cottbus | Totale Energie Cottbus | 68         | 40         |                 | 7               | 3               |                    | -                  | -                  |             | -           | -           | 75     | 43     |
| 2011-2012              | Bayern Monaco          | BL                     | 9          | 2          | CG              | 2               | 2               | UCL                | 4                  | 0                  | -           | -           | -           | 15     | 4      |
| 2012-2013              | Werder Brema           | BL                     | 34         | 11         | CG              | 1               | 0               | -                  | -                  | -                  | -           | -           | -           | 35     | 11     |
| 2013-2014              | Werder Brema           | BL                     | 28         | 7          | CG              | 1               | 0               | -                  | -                  | -                  | -           | -           | -           | 29     | 7      |
| 2014-gen. 2015         | Werder Brema           | BL                     | 7          | 0          | CG              | 1               | 0               | -                  | -                  | -                  | -           | -           | -           | 8      | 0      |
| Totale Werder Brema    | Totale Werder Brema    | Totale Werder Brema    | 69         | 18         |                 | 3               | 0               |                    | -                  | -                  |             | -           | -           | 72     | 18     |
| gen.-giu. 2015         | Friburgo               | BL                     | 12         | 9          | CG              | 0               | 0               | -                  | -                  | -                  | -           | -           | -           | 12     | 9      |
| 2015-2016              | Friburgo               | 2L                     | 32         | 21         | CG              | 2               | 4               | -                  | -                  | -                  | -           | -           | -           | 34     | 25     |
| 2016-2017              | Friburgo               | BL                     | 33         | 10         | CG              | 1               | 1               | -                  | -                  | -                  | -           | -           | -           | 34     | 11     |
| 2017-2018              | Friburgo               | BL                     | 32         | 15         | CG              | 3               | 3               | UEL                | 2                  | 1                  | -           | -           | -           | 37     | 19     |
| 2018-2019              | Friburgo               | BL                     | 24         | 10         | CG              | 2               | 0               | -                  | -                  | -                  | -           | -           | -           | 26     | 10     |
| 2019-2020              | Friburgo               | BL                     | 30         | 10         | CG              | 2               | 0               | -                  | -                  | -                  | -           | -           | -           | 32     | 10     |
| 2020-2021              | Friburgo               | BL                     | 32         | 8          | CG              | 2               | 0               | -                  | -                  | -                  | -           | -           | -           | 34     | 8      |
| 2021-2022              | Friburgo               | BL                     | 22         | 5          | CG              | 3               | 2               | -                  | -                  | -                  | -           | -           | -           | 25     | 7      |
| Totale Friburgo        | Totale Friburgo        | Totale Friburgo        | 207        | 88         |                 | 15              | 10              |                    | 2                  | 1                  |             | -           | -           | 234    | 99     |
| Totale carriera        | Totale carriera        | Totale carriera        | 405        | 154        |                 | 33              | 15              |                    | 6                  | 1                  |             | -           | -           | 444    | 170    |

### Cronologia presenze e reti in nazionale
| Cronologia completa delle presenze e delle reti in nazionale ― Germania | Cronologia completa delle presenze e delle reti in nazionale ― Germania | Cronologia completa delle presenze e delle reti in nazionale ― Germania | Cronologia completa delle presenze e delle reti in nazionale ― Germania | Cronologia completa delle presenze e delle reti in nazionale ― Germania | Cronologia completa delle presenze e delle reti in nazionale ― Germania | Cronologia completa delle presenze e delle reti in nazionale ― Germania | Cronologia completa delle presenze e delle reti in nazionale ― Germania |
| Data                                                                    | Città                                                                   | In casa                                                                 | Risultato                                                               | Ospiti                                                                  | Competizione                                                            | Reti                                                                    | Note                                                                    |
| ----------------------------------------------------------------------- | ----------------------------------------------------------------------- | ----------------------------------------------------------------------- | ----------------------------------------------------------------------- | ----------------------------------------------------------------------- | ----------------------------------------------------------------------- | ----------------------------------------------------------------------- | ----------------------------------------------------------------------- |
| 2-6-2018                                                                | Klagenfurt                                                              | Austria                                                                 | 2 – 1                                                                   | Germania                                                                | Amichevole                                                              | -                                                                       | 76’                                                                     |
| 9-9-2018                                                                | Sinsheim                                                                | Germania                                                                | 2 – 1                                                                   | Perù                                                                    | Amichevole                                                              | -                                                                       | 70’                                                                     |
| Totale                                                                  |                                                                         | Presenze                                                                | 2                                                                       |                                                                         | Reti                                                                    | 0                                                                       |                                                                         |

## Palmarès

### Club
- 2. Fußball-Bundesliga: 1

Friburgo: 2015-2016

### Nazionale
- Argento olimpico: 1

Rio de Janeiro 2016

### Individuale
- Capocannoniere della 2. Fußball-Bundesliga: 1

2010-2011
- Capocannoniere dei giochi olimpici: 1

Rio de Janeiro 2016 (6 gol)